# Szekrényessy Margit (író)
székelyhídi Szekrényessy Margit (Pest, 1854. február 14. – Borsod (ma Edelény része), 1932. november 12.) írónő, földbirtokos az első magyar úszó Szekrényessy Kálmán húga.
Atyja székelyhídi Szekrényessy József a reformkori Pest neves közéleti szereplője ki irodalmi munkásságot is folytatott, anyja zadjeli Slachta Etelka írónő, kinek 1838-1843 között íródott naplókötetei 2004-2008 között jelentek meg nagy sikert aratva.
Szekrényessy Margit korán kezdett irodalommal foglalkozni. 1874-ben nőül ment a francia eredetű családból származó Bizell Gyula főerdészeti tanácsoshoz. Szekrényessy Margit népszerű tárcái a kor ízlésének megfelelően a polgári -és nemesi társadalom hétköznapjaiból, a vidék intelligenciájának köreiből meríti témáját. Komor Gyula a Vígszínház színikritikusa szerint Szekrényessy vígjátékainak, drámáinak és novelláinak nyelvezete szép, magyaros, párbeszédei könnyedek és gördülékenyek, témaválasztása tudatosan konzervatív, a középosztály számára íródott. Művei legnagyobb népszerűségüket a 19-20. század fordulóján élték.
Hosszabb pesti, majd bazini (Pozsony vármegye) tartózkodás után borsodi birtokára vonult vissza, hol 1932. november 12-én hunyt el. Hamvai ma is az edelényi védett nemesi sírkertben nyugszanak. Bátyja volt az edelényi múzeum névadója Szekrényessy Árpád huszárfőhadnagy, kultúrmecénás.

## Főbb művei
- Fény és árny (Novella, 1897.)
- Üstökös (1898)
- A patriarcha (1899)
- Szerelmetes mangalicza (vígjáték 1896)
- Illekváry (dráma, 1894)
- Pályamű (1901)
- Albíró (vígjáték, 1897)
- Zelenákék (népszínmű, 1903)
- Pöce (vígjáték, 1907)